# Кешлак (Марказі)
Кешлак (перс. قشلاق) — село в Ірані, у дегестані Гендудур, у бахші Сарбанд, шагрестані Шазанд остану Марказі. За даними перепису 2006 року, його населення становило 138 осіб, що проживали у складі 24 сімей.

## Клімат
Середня річна температура становить 10,15 °C, середня максимальна – 28,69 °C, а середня мінімальна – -11,80 °C. Середня річна кількість опадів – 278 мм.
| Клімат поселення                              | Клімат поселення | Клімат поселення | Клімат поселення | Клімат поселення | Клімат поселення | Клімат поселення | Клімат поселення | Клімат поселення | Клімат поселення | Клімат поселення | Клімат поселення | Клімат поселення | Клімат поселення |
| Показник                                      | Січ.             | Лют.             | Бер.             | Квіт.            | Трав.            | Черв.            | Лип.             | Серп.            | Вер.             | Жовт.            | Лист.            | Груд.            |                  |
| Середній максимум, °C                         | 4,56             | 6,60             | 10,24            | 16,97            | 22,34            | 27,34            | 28,69            | 28,52            | 23,82            | 17,96            | 11,39            | 6,02             |                  |
| Середня температура, °C                       | −3,61            | −1,57            | 2,07             | 8,79             | 14,17            | 19,15            | 23,08            | 22,91            | 18,22            | 12,36            | 5,80             | 0,42             |                  |
| Середній мінімум, °C                          | −11,8            | −9,75            | −6,11            | 0,61             | 5,99             | 10,96            | 17,49            | 17,32            | 12,62            | 6,75             | 0,19             | −5,18            |                  |
| Норма опадів, мм                              | 42               | 39               | 51               | 38               | 30               | 5                | 1                | 1                | 0                | 7                | 26               | 38               |                  |
| Середньомісячна швидкість вітру, м/с          | 1.69             | 2.50             | 2.90             | 2.97             | 2.64             | 2.25             | 2.19             | 2.18             | 2.15             | 2.01             | 1.60             | 1.94             |                  |
| Середньомісячна сонячна радіація, кДж/м²·день | 9388             | 12500            | 15144            | 18344            | 22358            | 26999            | 25852            | 24220            | 21433            | 15981            | 11078            | 9051             |                  |
| --------------------------------------------- | ---------------- | ---------------- | ---------------- | ---------------- | ---------------- | ---------------- | ---------------- | ---------------- | ---------------- | ---------------- | ---------------- | ---------------- | ---------------- |
| Джерело:                                      |                  |                  |                  |                  |                  |                  |                  |                  |                  |                  |                  |                  |                  |